# Jalwaha
Jalwaha é uma aldeia no distrito de Shaheed Bhagat Singh Nagar, do estado de Punjab, Índia. Ela está localizada a 29 quilómetros de distância de Lassara, a 16 quilómetros de Nawanshahr, a 19,7 quilómetros da sede do distrito Shaheed Bhagat Singh Nagar e a  87,7 quilómetros da capital Chandigarh. A aldeia é administrada por um Sarpanch, um representante eleito da aldeia.

## Demografia
Desde 2011, Jalwaha tem um número total de 161 casas e uma população de 810 elementos, dos quais 405 são do sexo masculino e 405 são do sexo feminino de acordo com o relatório publicado pelo Censo da Índia em 2011. A taxa de alfabetização de Jalwaha é 42.11%, abaixo da media do estado, que é de 75.84%. A população de crianças sob a idade de 6 anos é de 100, que é 12.35% da população total de Jalwaha, e a relação do sexo das criança é aproximadamente 1083, quando comparada à média do estado de Punjab de 846. A maioria das pessoas é de Schedule Caste, constituindo cerca de 51.23% da população da ilha. De acordo com o relatório publicado pelo Censo da Índia em 2011, 284 pessoas estavam envolvidas em actividades de trabalho fora da população total de Jalwaha que inclui 232 homens e 52 mulheres. De acordo com o relatório de pesquisa de censo de 2011, 75% dos trabalhadores descrevem seu trabalho como principal trabalho e 25% dos trabalhadores estão envolvidos na actividade marginal, que fornece subsistência por menos de 6 meses.

## Transporte
A estação ferroviária de Nawanshahr é a estação de comboio mais próxima, no entanto, a estação ferroviária de Garhshankar Junction fica a 28 quilómetros de distância da aldeia. O Aeroporto de Sahnewal é o aeroporto doméstico mais próximo, encontrando-se a 48 quilómetros, em Ludhiana, e o aeroporto internacional mais próximo fica situado em Chandigarh. Outro aeroporto internacional, o de Sri Guru Ram Dass Jee, é o segundo aeroporto internacional mais próximo, que fica a 168 quilómetros.